# San Giustino
San Giustino é uma comuna italiana da região da Umbria, província de Perugia, com cerca de 10.326 habitantes. Estende-se por uma área de 80 km², tendo uma densidade populacional de 129 hab/km². Faz fronteira com Borgo Pace (PU), Citerna, Città di Castello, Mercatello sul Metauro (PU), Sansepolcro (AR).

## Demografia
| Variação demográfica do município entre 1861 e 2011                               |
|                                                                                   |
| Fonte: Istituto Nazionale di Statistica (ISTAT) - Elaboração gráfica da Wikipedia |